# Wettelrode

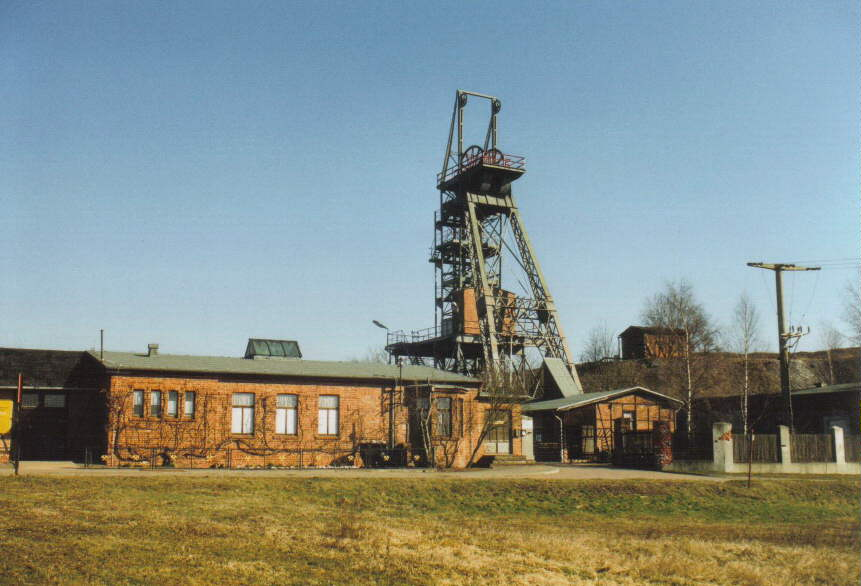
Röhrigschacht

Wettelrode ist ein Stadtteil der sachsen-anhaltischen Stadt Sangerhausen.

## Lage
Der Ort liegt am Südrand des Harzes und nördlich der Stadt Sangerhausen.

## Geschichte
Wettelrode wurde im  Zeitraum 830–850 erstmals urkundlich genannt.
Ortsvorsteher ist seit 28. April 2016 Tim Schultze.
Bis 2005 war Wettelrode eine politisch eigenständige Gemeinde. Am 1. Oktober 2005 wurde sie nach Sangerhausen eingemeindet.
Entwicklung der Einwohnerzahl (ab 1995 31. Dezember):
| - 1990: 527 - 1995: 571 - 2000: 671 - 2001: 659 | - 2002: 646 - 2003: 633 - 2009: 570 - 2013: 552 - 2022: 499 |

Am westlichen Rand des früheren Bergbaudorfes befindet sich der Röhrigschacht, in dem einst Kupferschiefer gefördert wurde. Zu DDR-Zeiten diente er als Wetterschacht des Thomas-Münzer-Schachtes. Er ist das einzige Bergbaumuseum mit eigener Seilfahrt in Sachsen-Anhalt.